# Dulas (Herefordshire)
Dulas est une paroisse civile du Herefordshire, en Angleterre.